# Медсестра і великі маневри
«Медсестра і великі маневри» (Порушувачка спокою роти № 9; італ. La soldatessa alle grandi manovre) — французько-італійська еротична комедія режисера Нандо Чічеро.
Прем'єра відбулась 7 грудня 1978 року.

## Сюжет
У армії останнім часом виникають різні проблеми із солдатами через їхню сексуальну неактивність. Вивченням саме цього питання займається лікарка Єва Маріні, яку головне командування надсилає для моніторингу до місця, де проходять військові навчання. Їй надають звання лейтенанта і вона буде працювати під прикриттям. Командувачем навчання є полковник Ф'яскетта, мама якого мріє про те, щоб її син став генералом, а він, однак мріє про танці. Він також хворіє на сомнамбулізм. Місцевий священик доглядає бездомних і хворих дітей і просить лікарку про допомогу щодо медичного огляду їхньої хвороби. Солдати військової частини усілякими способами намагаються відшукати можливість знайти жінку для сексуальних утіх, що часто приводить до кумедних ситуацій. Джанлука Капретті, місцевий плейбой, якого Маріні відправляє до армії поза усі його спроби від неї «відмазатись», потрапляє саме до військової частини, де проходять навчання. Джанлука намагається залицятись до Єви, однак та «падає» від його чар лише наприкінці фільму, у розпалі військових навчань.

## Актори
| Актор                | Роль                |
| -------------------- | ------------------- |
| Едвіж Фенек          | лікарка Єва Маріні  |
| Ренцо Монтаньяні     | полковник Ф'яскетта |
| Альваро Віталі       | Альваро             |
| Мікеле Гамміно       | Джанлука Капретті   |
| Лучіо Монтанаро      | Сальватор           |
| Енцо Монтедуро       | Калогеро            |
| Ренцо Оццано         | сержант             |
| Ріта ді Лернія       | Леопарда            |
| Жак Стані            | капітан             |
| Ліно Банфі           | Дон Паньотта        |
| Джнафранко д'Анджело | медичний капітан    |
| Грація ді Марца      | мати Ф'яскетти      |
| Тіберіо Мурджа       | Кармело             |
| Джиммі іл Феномено   | солдат              |
| Марчелло Мартана     | суддя               |
| Алессандра Ваццолер  | дружина Кармело     |
| Ренато Малавазі      | Пепіто              |

## Знімальна група
- Режисер — Нандо Чічеро.
- Продюсер — Лучіано Мартіно.
- Сценаристи — Нандо Чічеро, Фіоренцо Фіорентіні, Енні Альберт.
- Оператор — Джанкарло Феррандо.
- Композитор — П'єро Уміліані.
- Художники — Еліо Мікелі, Сільвіо Лауренці.
- Монтаж — Данієле Алабізо.